# Cepheus (månekrater)
 For alternative betydninger, se Cepheus (flertydig). (Se også artikler, som begynder med Cepheus)
Cepheus er et nedslagskrater på Månen. Det befinder sig på den nordøstlige del af Månens forside. På grund af dets placering får perspektivisk forkortning Cepheuskrateret til at synes aflangt, når det ses fra Jorden.Det er opkaldt efter Cepheus, der i den græske mytologi var konge af den fønikiske nation Aethiopia.
Navnet blev officielt tildelt af den Internationale Astronomiske Union (IAU) i 1935. 

## Omgivelser
Cepheuskrateret ligger inden for en kraterdiameter af det større Franklinkrater mod sydøst. Mod nordr-nordøst ligger den svage Oerstedkrater-formation. 

## Karakteristika
Krateret er forholdsvis ungt, og randen er stadig skarp og klart aftegnet. Undtagelsen er et endnu yngre, skålformet krater, som ligger over den nordøstlige rand, nemlig satellitkrateret "Cepheus A". Den resterende del af randen er næsten cirkulær, med udadgående buler mod nord og syd. Den indre kratervæg falder nogle steder i terrasser, mest tydeligt langs den nordvestlige side. Der er en central top i kraterbundens midte, og den strækker sig lidt i nordlig og sydlig retning.

## Satellitkratere
De kratere, som kaldes satellitter, er små kratere beliggende i eller nær hovedkrateret. Deres dannelse er sædvanligvis sket uafhængigt af dette, men de får samme navn som hovedkrateret med tilføjelse af et stort bogstav. På kort over Månen er det en konvention at identificere dem ved at placere dette bogstav på den side af satellitkraterets midte, som ligger nærmest hovedkrateret. Cepheuskrateret har følgende satellitkratere:
| Cepheus | Længde  | Bredde  | Diameter |
| ------- | ------- | ------- | -------- |
| A       | 41,0° N | 46,5° Ø | 13 km    |

## Måneatlas
- Billeder af Cepheuskrateret i LPI-måneatlasset